# NGC 550
NGC 550 ist eine Balken-Spiralgalaxie vom Hubble-Typ SBa im Sternbild Walfisch südlich der Ekliptik. Sie ist schätzungsweise 266 Millionen Lichtjahre von der Milchstraße entfernt und hat einen Durchmesser von etwa 110.000 Lichtjahren.
Im selben Himmelsareal befinden sich u. a. die Galaxien NGC 533, IC 103, IC 105, IC 109.
Die Supernova SN 1961Q wurde hier beobachtet.
Das Objekt wurde am 8. Oktober 1785 von dem deutsch-britischen Astronomen Wilhelm Herschel entdeckt.